# مک (کلرادو)
مک (به انگلیسی: Mack) یک منطقهٔ مسکونی در ایالات متحده آمریکا است که در شهرستان میسا، کلرادو واقع شده‌است. مک ۱٬۳۷۸ متر بالاتر از سطح دریا واقع شده‌است.